# کوتونی (استان ماسوویان)
کوتونی (به لهستانی:  Kotuń) یک روستا در لهستان است که در گمینا کوتونی واقع شده‌است.
 کوتونی  ۲٬۲۲۰ نفر جمعیت دارد.